# 王湛生
王湛生（Shawn，1967年2月13日—2007年12月27日）出生于沈阳市一个干部家庭，百度创始人之一，生前任百度CFO（首席财务官），百度在美国股市上市的大功臣。
1985年入读西北工业大学，毕业后获全额奖学金就读美国西弗吉尼亚大学(West Virginia University)高等教育行政管理硕士学位。1990年，获得西弗吉尼亚大学高等教育行政管理硕士学位后，此后再读美国美利坚大学（The American University）会计学硕士学位。2007年12月27日，意外溺水，卒于三亚。